# Campeonato Paranaense de Futsal - Segunda Divisão
O Campeonato Paranaense de Futsal – Segunda Divisão, cujo nome usual  é Chave Prata, equivale ao segundo nível do Futebol de Salão no Paraná, sua organização é de competência da Federação Paranaense de Futsal.
A primeira edição foi no ano de 1995, e teve como campeão a Autarquia Municipal de Esportes de União da Vitória. Desde a data de estréia o campeonato vem sendo realizado ininterruptamente, sendo que o maior vencedor é o Pato Futsal, por três oportunidades: Em 2002, quando ainda se chamava Atlético Patobranquense e 2011 e 2016.
Assim como na Chave Ouro, o interior tem ampla hegemonia sobre a Capital, obtendo todos todos os torneios já realizados, o melhor desempenho de um representante curitibano foi o vice-campeonato do Paraná Clube em 2008 
O sistema de disputa se assemelha as outras divisões da modalidade, no estado, com a primeira fase em pontos corridos e as finais decididas nos playoffs, já o acesso é destinado ao campeão e vice, sendo a equipe de pior campanha rebaixada a Chave Bronze
A Chave Prata junto a Ouro e a Bronze, qualificam o Paranaense como o melhor estadual do Brasil, segundo a Confederação Brasileira de Futsal.

## Campeões[6]
| Edição | Ano             | Campeão                                   | Vice-campeão                         |
| ------ | --------------- | ----------------------------------------- | ------------------------------------ |
| 1ª     | 1995 (detalhes) | Autarquia Municipal de União da Vitória   | não disponível                       |
| 2ª     | 1996 (detalhes) | Iate Clube Londrina                       | não disponível                       |
| 3ª     | 1997 (detalhes) | Serra Esportes                            | não disponível                       |
| 4ª     | 1998 (detalhes) | Cascavel                                  | não disponível                       |
| 5ª     | 1999 (detalhes) | Associação Atlética Missal Futsal         | não disponível                       |
| 6ª     | 2000 (detalhes) | Associação Desportista Classista Tagliari | não disponível                       |
| 7ª     | 2001 (detalhes) | Associação de Futsal Itaipulandiense      | Liga de Futsal União da Vitoria      |
| 8ª     | 2002 (detalhes) | Atlético Patobranquense1                  | Araucária Futsal                     |
| 9ª     | 2003 (detalhes) | Umuarama                                  | Associação Palotinense de Esportes   |
| 10ª    | 2004 (detalhes) | Copagril                                  | Irati                                |
| 11ª    | 2005 (detalhes) | Associação dos Desportistas de Matelândia | Guarapuava                           |
| 12ª    | 2006 (detalhes) | Santa Paula/Guarani                       | Costa Oeste                          |
| 13ª    | 2007 (detalhes) | Adeafi/Foz Futsal                         | Futsal Colégio Londrinense           |
| 14ª    | 2008 (detalhes) | Marreco                                   | Paraná Clube                         |
| 15ª    | 2009 (detalhes) | Associação Palotinense de Esportes        | Marreco/Renascença                   |
| 16ª    | 2010 (detalhes) | Cascavelense/Corbélia                     | Quedas                               |
| 17ª    | 2011 (detalhes) | Pato Futsal                               | Keima                                |
| 18ª    | 2012 (detalhes) | Ivaí                                      | Foz Futsal                           |
| 19ª    | 2013 (detalhes) | Ampére                                    | Clevelândia                          |
| 20ª    | 2014 (detalhes) | Caramuru                                  | Associação de Futsal Itaipulandiense |
| 21ª    | 2015 (detalhes) | Toledo                                    | Futsal Colégio Londrinense           |
| 22ª    | 2016 (detalhes) | Pato Futsal                               | Campo Mourão Futsal                  |
| 23ª    | 2017 (detalhes) | Aymoré Futsal de Matelândia               | São José dos Pinhais                 |
| 24ª    | 2018 (detalhes) | Ampére                                    | Dois Vizinhos                        |
| 25ª    | 2019 (detalhes) | ACEL Chopinzinho                          | Siqueira Campos                      |
| 26ª    | 2020 (detalhes) | Operário Laranjeiras                      | Coronel Vivida                       |
| 27ª    | 2021 (detalhes) | Guarapuava                                | AAEMA Mariópolis                     |
| 27ª    | 2022 (detalhes) | São Miguel                                | MEC Mangueirinha                     |

- 1 Originou o Pato Futsal.

### Títulos por clube
| Clube                                               | Cidade                  | Títulos               | Vices            |
| --------------------------------------------------- | ----------------------- | --------------------- | ---------------- |
| Pato Futsal                                         | Pato Branco             | 3 (2002, 2011 e 2016) | 0 (não possui)   |
| Foz Futsal                                          | Foz do Iguaçu           | 1 (2007)              | 1 (2012)         |
| Associação Palotinense de Esportes                  | Palotina                | 1 (2009)              | 1 (2003)         |
| Marreco                                             | Francisco Beltrão       | 1 (2008)              | 1 (2009)         |
| Associação de Futsal Itaipulandiense                | Itaipulândia            | 1 (2001)              | 1 (2014)         |
| ACEL Chopinzinho                                    | Chopinzinho             | 1 (2019)              | 0 (Nao possui)   |
| Autarquia Municipal de Esportes de União da Vitória | União da Vitória        | 1 (1995)              | 0 (não possui)   |
| Iate Clube Londrina                                 | Londrina                | 1 (1996)              | 0 (não possui)   |
| Serra Esportes Futsal                               | Maringá                 | 1 (1997)              | 0 (não possui)   |
| Cascavel                                            | Cascavel                | 1 (1998)              | 0 (não possui)   |
| Associação Atlética Missal Futsal                   | Missal                  | 1 (1999)              | 0 (não possui)   |
| Associação Desportista Classista Tagliari           | Campo Mourão            | 1 (2000)              | 0 (não possui)   |
| Umuarama                                            | Umuarama                | 1 (2003)              | 0 (não possui)   |
| Copagril                                            | Marechal Cândido Rondon | 1 (2004)              | 0 (não possui)   |
| Associação dos Desportistas de Matelândia           | Matelândia              | 1 (2005)              | 0 (não possui)   |
| Santa Paula Esporte Clube/Guarani                   | Ponta Grossa            | 1 (2006)              | 0 (não possui)   |
| Adeafi                                              | Foz do Iguaçu           | 1 (2007)              | 0 (não possui)   |
| Cascavelense/Corbélia                               | Cascavel                | 1 (2010)              | 0 (não possui)   |
| Associação Toledana Amigos do Futsal                | Toledo                  | 1 (2015)              | 0 (não possui)   |
| Ivaí                                                | Ivaí                    | 1 (2012)              | 0 (não possui)   |
| Ampére                                              | Ampére                  | 1 (2013)              | 0 (não possui)   |
| Caramuru                                            | Castro                  | 1 (2014)              | 0 (não possui)   |
| Liga de Futsal União da Vitória                     | União da Vitoria        | 0 (não possui)        | 1 (2001)         |
| Araucária Futsal                                    | Araucária               | 0 (não possui)        | 1 (2002)         |
| Irati                                               | Irati                   | 0 (não possui)        | 1 (2004)         |
| Guarapuava                                          | Guarapuava              | 0 (não possui)        | 1 (2005)         |
| Costa Oeste Futsal                                  | Medianeira              | 0 (não possui)        | 1 (2006)         |
| Futsal Colégio Londrinense                          | Londrina                | 0 (não possui)        | 2 (2007) e 2015) |
| Paraná Clube                                        | Curitiba                | 0 (não possui)        | 1 (2008)         |
| Associação de Esportes Amigos de Renascença/Marreco | Renascença              | 0 (não possui)        | 1 (2009)         |
| Quedas                                              | Quedas do Iguaçu        | 0 (não possui)        | 1 (2010)         |
| Keima                                               | Ponta Grossa            | 0 (não possui)        | 1 (2011)         |
| Clevelândia                                         | Clevelândia             | 0 (não possui)        | 1 (2013)         |
| Siqueira Campos                                     | Siqueira Campos         | 0 (não possui)        | 1 (2019)         |

### Títulos por Cidade
| Cidade                  | Títulos              | Vices          |
| ----------------------- | -------------------- | -------------- |
| Pato Branco             | 3 (2002, 2011 e 2016 | 0 (não possui) |
| Cascavel                | 2 (1998 e 2010)      | 0 (não possui) |
| União da Vitória        | 1 (1995)             | 1 (2001)       |
| Ponta Grossa            | 1 (2006)             | 1 (2011)       |
| Londrina                | 1 (1996)             | 1 (2007)       |
| Foz do Iguaçu           | 1 (2007)             | 1 (2012)       |
| Francisco Beltrão       | 1 (2008)             | 1 (2009)       |
| Palotina                | 1 (2009)             | 1 (2003)       |
| Itaipulândia            | 1 (2001)             | 1 (2014)       |
| Maringá                 | 1 (1997)             | 0 (não possui) |
| Missal                  | 1 (1999)             | 0 (não possui) |
| Campo Mourão            | 1 (2000)             | 0 (não possui) |
| Umuarama                | 1 (2003)             | 0 (não possui) |
| Marechal Cândido Rondon | 1 (2004)             | 0 (não possui) |
| Matelândia              | 1 (2005)             | 0 (não possui) |
| Corbélia                | 1 (2010)             | 0 (não possui) |
| Ivaí                    | 1 (2012)             | 0 (não possui) |
| Ampére                  | 1 (2013)             | 0 (não possui) |
| Castro                  | 1 (2014)             | 0 (não possui) |
| Chopinzinho             | 1 (2019)             | 0 (não possui) |
| Araucária               | 0 (não possui)       | 1 (2002)       |
| Irati                   | 0 (não possui)       | 1 (2004)       |
| Medianeira              | 0 (não possui)       | 1 (2006)       |
| Curitiba                | 0 (não possui)       | 1 (2008)       |
| Renascença              | 0 (não possui)       | 1 (2009)       |
| Quedas do Iguaçu        | 0 (não possui)       | 1 (2010)       |
| Clevelândia             | 0 (não possui)       | 1 (2013)       |
| Siqueira Campos         | 0 (não possui)       | 1 (2019)       |